# でも
『でも STUDIO LIVE 2DAYS』は、1999年10月2日にアブレスからリリースされたSijiMiのアルバムである。

## 経歴/解説
- SijiMiのオリジナル・アルバム
- 1998年 一度は職業ライターになるべく引退していた関口誠人が渡辺と丸山らとライブを行ないSijiMi結成へと繋がった。
- 本アルバム以外にもカセット・テープで発売されたシングルが3枚ある。
- バンド名の由来は渡辺と関口が80年代に在籍していた『C-C-B』と発音の響きが似ていると言う理由。

## メンバー
| メンバー名 | 担当楽器/パート            |
| ---------- | -------------------------- |
| 関口誠人   | ギター、ボーカル、リーダー |
| 渡辺英樹   | ベース、ボーカル           |
| 丸山正剛   | ギター                     |
| 三枝泉     | ドラム                     |

## 収録曲
| 全編曲: SijiMi。 |                         |          |          |
| #                | タイトル                | 作詞     | 作曲     |
| 1.               | 「Jungle」              | 関口誠人 | 関口誠人 |
| 2.               | 「くちびるで探ろう」    | 渡辺英樹 | 渡辺英樹 |
| 3.               | 「アワテヅイソゲ」      | 渡辺英樹 | 渡辺英樹 |
| 4.               | 「PLANET」              | 関口誠人 | 関口誠人 |
| 5.               | 「食べかけのアイス」    | 渡辺英樹 | 渡辺英樹 |
| 6.               | 「Singin' in the Rain」 | 関口誠人 | 関口誠人 |
| 7.               | 「Love & Soul Forever」 | 関口誠人 | 関口誠人 |
| 8.               | 「スパンコール」        | 関口誠人 | 関口誠人 |
| 9.               | 「Hurry Up」            | SijiMi   | SijiMi   |
| 10.              | 「ハレルヤ」            | 渡辺英樹 | 渡辺英樹 |

## 楽曲解説
1. Jungle
2. くちびるで探ろう
3. アワテヅイソゲ
渡辺のソロ・アルバム『Welcome to my room』や渡辺と丸山のバンド『VoThM』のアルバム『Zen Sing』にも収録されている。
4. PLANET
5. 食べかけのアイス
渡辺のソロ・アルバム『Welcome to my room』にも収録されている。
6. Singin' in the Rain
オムニバス・ライブ・アルバム『BASEMENT ATTRACTION』にはライブ音源で収録されている。
7. Love & Soul Forever
8. スパンコール
2ndシングル『貝族版しじみTwo』にはデモ版と共に収録されている。
9. Hurry Up
SijiMiのテーマ曲、今作で唯一Sijimiが作詞・作曲をした。
10. ハレルヤ
渡辺のソロ・アルバム『Welcome to my room』にも収録されて、オムニバス・ライブ・アルバム『BASEMENT ATTRACTION』にはライブ音源で収録されている。